# Viking metal
A viking metal kialakulása a '90-es évek elejére tehető, amikor is a Bathory nevezetű black metal együttes a viking kor által ihletett lemezeket kezdett készíteni. Így tehát az eredeti viking metal folk-black, de manapság zeneileg eléggé kibővült a viking metal fogalma, így a viking elnevezésnél nem is igazán a zenei részre kell koncentrálni, sokkal inkább a szövegre és a hangulatra. Általános témák a germán/viking kultúra, a kereszténység megvetése és ezzel szemben az ősi hagyományok dicsőítése.
Megjegyzendő, hogy a pagan illetve a viking metal fogalma nem egészen fedi egymást. Úgy is fogalmazhatunk, hogy minden viking pagan metal, de nem minden pagan viking is egyben. Így például az orosz Pagan Reign sem mondható vikingnek, holott zeneileg abszolút illeszkedik a fent említett stílusokhoz, de mivel témái a szláv mitológiát járják körül, ezért nem nevezhető viking metalnak.
A zene a témához illeszkedve gyakran epikus, hosszú, hangulatos számokkal, melyekkel a zenészek a régmúlt atmoszféráját varázsolják a hallgató fülébe. A szövegeket áthatja a természet szeretete, továbbá a hagyományos rockzenei hangszereken kívül gyakran régi népi hangszerek is megjelennek (harmonika, hegedű, különböző furulyák stb.).

## Zenekarok
- Amon Amarth
- Bathory
- Einherjer
- Enslaved
- Falkenbach
- Kampfar
- Thyrfing
- Týr
- Windir
- Skálmöld

## Külső hivatkozások
- Stíluskalauz klipekben: A viking metal
- Viking metal zenekar linkgyüjtemény